# Mekonomen
Mekonomen er en svensk bilservice-virksomhed med ca. 200 engrosautobutikker og over 1.000 autoværksteder.
Mekonomen er et datterselskab til Meko AB, som er børsnoteret på Nasdaq OMX. Den største aktionær er LKQ Corporation, der ejer 26,5 %..
Mekonomen blev etableret i Norrtälje i 1973 af Ingemar Fraim og Leif Möller under navnet Bileko. I 1987 købte de butikskæden Mekonomen, som den gang bestod af 17 butikker. I 1996 ændrede grossistvirksomheden også navn til Mekonomen.